# Konstantin 2. af Grækenland
 Der er flere personer med dette navn, se Konstantin 2..
Konstantin 2. af Grækenland (græsk: Κωνσταντίνος Β΄, Βασιλεύς των Ελλήνων; tr. Konstantínos Β΄, Vasiléfs ton Ellínon), (født 2. juni 1940 i Athen, død 10. januar 2023 smst.) var konge af Grækenland fra 1964 til 1973.
Han var den eneste søn af Kong Paul 1. og Dronning Frederika af Grækenland. Han fulgte sin far på tronen ved dennes død i 1964. Hans ni år lange regeringstid var en af de mest turbulente perioder i landets politiske historie, og fra 1967 levede han i eksil – først i Rom, siden i London. Han flyttede fra London til Grækenland i 2013.
Konstantin tilhørte fyrstehuset Glücksborg. Han er bror til Dronning Sofia af Spanien og gift med Dronning Anne-Marie, søster til Dronning Margrethe 2. af Danmark.
Hans titel og prædikat efter afsættelsen som konge var fortsat enten: Kong Konstantin, tidligere hellenernes konge eller: Hans Majestæt Konstantin konge af Grækenland, prins af Danmark.

## Biografi

### Tidlige liv

#### Fødsel og familie
Prins Konstantin af Grækenland og Danmark blev født om eftermiddagen den 2. juni 1940 i sine forældres residens Villa Psychiko i Psychiko, en forstad til Grækenlands hovedstad Athen. Han var nevø til Grækenlands daværende konge Georg 2. og eneste søn af den barnløse konges lillebror og tronfølger Prins Paul og hans hustru Prinsesse Frederika, der var født prinsesse af Hannover. Hans far var den tredje og yngste søn af Kong Konstantin 1. af Grækenland og Prinsesse Sophie af Preussen, mens hans mor var den eneste datter af Hertug Ernst August af Braunschweig og Prinsesse Viktoria Luise af Preussen.
Da han blev født, havde hans forældre allerede en datter, Prinsesse Sofia, der var blevet født i 1938 og senere blev dronning af Spanien. Da der på dette tidspunkt var agnatisk tronfølge i Grækenland, og det kun var mandlige efterkommere, der kunne arve tronen, havde den kongelige familie dog spændt afventet fødslen af en mandlig tronarving, og den nyfødte prins blev derfor modtaget med glæde af sine forældre og i Grækenland. På dagen for hans fødsel blev den traditionelle kanonsalut fra Lykabettos-bakken i Athen på 101 skud affyret, der meddelte at den nyfødte var en dreng. Ifølge græsk tradition blev han som den førstefødte søn opkaldt efter sin farfar, Kong Konstantin 1. Ved sin dåb den 20. juli 1940 i Kongeslottet i Athen fik han det græske militær som fadder.

#### Anden Verdenskrig og eksil
Glæden over den nye prins' fødsel fandt dog sted på en dyster baggrund. Prins Konstantin blev født midt under starten af Anden Verdenskrig, og han var mindre end et halvt år gammel, da Grækenland i oktober 1940 blev angrebet af det fascistiske Italien. Det lykkedes dog i første omgang grækerne at slå angrebet tilbage og trænge italienerne tilbage til Albanien. De græske militære succeser tvang Nazi-Tyskland til at gribe ind. Den 6. april 1941 invaderede tyske styrker Grækenland og løb landet over ende på en måned, på trods af at de græske styrker fik hjælp fra britiske, australske og newzealandske styrker. Athen faldt den 27. april.
Den 22. april 1941 blev Prinsesse Frederika og hendes to børn, Sofia og Konstantin, evakueret til Kreta i en britisk Sunderland flyvebåd sammen med hovedparten af den græske kongefamilie. Dagen efter blev de fulgt af Kong Georg og Prins Paul. Det forestående tyske angreb på Kreta gjorde dog hurtigt situationen uholdbar, og Konstantin og hans familie blev evakueret videre fra Kreta til Egypten den 30. april 1941, fjorten dage før den tyske invasion af øen. Kun Kong Georg, Prins Paul og deres fætter Prins Peter forblev længere tid på Kreta, indtil de også blev evakueret til Egypten den 20. maj.
I Alexandria blev de eksilerede græske kongelige budt velkommen af den græske diaspora, som forsynede dem med logi, penge og tøj. Mens besættelsesmagten etablerede en kollaborationsregering i Athen, begyndte tilstedeværelsen af den græske kongefamilie og regering at bekymre Kong Farouk 1. af Egypten og hans pro-italienere ministre. Konstantin og hans familie måtte derfor søge et andet tilflugtssted, hvor de kunne komme igennem krigen og fortsætte deres kamp mod aksemagterne. Da den britiske konge modsatte sig tilstedeværelsen af Prinsesse Frederika og hendes børn i Storbritannien, blev det besluttet, at Kong Georg og Prins Paul kunne tage ophold i London, hvor der blev oprettet en eksilregering, mens resten af familien kunne søge tilflugt i Sydafrika.
Den 27. juni 1941 startede hovedparten af den græske kongefamilie derfor på rejsen til Sydafrika ombord på det hollandske dampskib Nieuw Amsterdam, der ankom til Durban den 8. juli 1941.. Efter et ophold på to måneder i det britiske dominion rejste Prins Paul til England med sin bror, og Konstantin så derefter dårligt nok sin far igen i de efterfølgende tre år. Resten af familien bosatte sig i Kapstaden, hvor Prins Konstantins søster Prinsesse Irene blev født i 1942. Prins Konstantin, hans søster, deres mor og deres faster Prinsesse Katharina blev indledningsvis indlogeret hos Sydafrikas generalguvernør Patrick Duncan i hans officielle residens Westbrooke i Kapstaden. Gruppen flyttede efterfølgende flere gange, indtil de bosatte sig i Villa Irene i Pretoria med premierminister Jan Smuts, som hurtigt blev en nær ven af de eksilerede grækere. Fra begyndelsen af året 1944 tog familien igen ophold i Egypten. I januar 1944 blev Prinsesse Frederika genforenet med sin mand i Kairo, og deres børn sluttede sig til dem i marts samme år. På trods af deres vanskelige finansielle forhold etablerede familien derefter venskabelige forbindelser med flere egyptiske personligheder, herunder Dronning Farida, hvis døtre var nogenlunde på samme alder som Prins Konstantin, Prinsesse Sofia og Prinsesse Irene.

#### Tilbagevenden og borgerkrig
Ved afslutningen af Anden Verdenskrig trak Nazi-Tyskland sig gradvist ud af Grækenland i 1944. Mens hovedparten af de eksilerede grækere kunne vende tilbage til deres land, måtte den lille Konstantin og hans familie forblive i landflygtighed på grund af den stigende republikanske opposition i hjemlandet. Storbritannien forsøgte at genindsætte kong Georg 2., der fortsat var i eksil i London, men størsteparten af modstandsbevægelsen, nemlig den kommunistiske, modsatte sig. I stedet måtte kong Georg fra sit eksil udnævne et regentskabsråd under ledelse af ærkebiskop Damaskinos af Athen, der straks udpegede en regering med republikansk flertal under ledelse af general Nikolaos Plastiras. Kong Georg, der var ydmyget, syg og uden magt, overvejede i en periode at abdicere til fordel for sin bror, men besluttede sig til sidst for ikke at gøre det. Prins Paul, der var mere kamplysten men også mere populær end sin bror, ville som tronarving gerne være vendt tilbage til Grækenland allerede på tidspunktet for befrielsen af Athen i 1944, da han mente, at han tilbage i sit land hurtigt ville være blevet udråbt til regent, hvilket ville have spærret vejen for Damaskinos og gjort det lettere at genoprette monarkiet.
Den ustabile situation i landet og polariseringen mellem kommunister og borgerlige, gav imidlertid monarkisterne mulighed for at vende tilbage til magten efter parlamentsvalget i marts 1946. Efter at være blevet premierminister organiserede Konstantinos Tsaldaris en folkeafstemning den 1. september 1946 med det formål at tillade Georg 2. at vende tilbage til tronen. Ved folkeafstemningen var der flertal for at genindsætte Georg 2., og da vendte også Prins Paul og Prinsesse Frederika tilbage til Grækenland med deres børn. I et land, der stadig var ramt af rationering og afsavn, flyttede tronfølgeren, hans kone og deres tre børn tilbage til villaen i Psychikó. Det var der, at tronfølgeren og hans kone valgte at starte en lille skole, hvor Konstantine og hans søstre modtog deres første undervisning under opsyn af Jocelyn Winthrop-Young, en britisk discipel af den tyske jødiske pædagog Kurt Hahn.
Spændingen mellem kommunister og konservative førte dog i de efterfølgende år til den græske borgerkrig, der primært blev udkæmpet i det nordlige Grækenland. Borgerkrigen blev afsluttet i 1949 med de borgerliges og royalisternes sejr med støtte fra Storbritannien og USA. Borgerkrigen var præget af grusomme overgreb fra begge sider, både på modpartens styrker og på civilbefolkningen, og satte, sammen med 2. verdenskrig, Grækenland mange år tilbage økonomisk og medførte en høj grad af polarisering og politisk instabilitet i de efterfølgende årtier.[kilde mangler]

### Tronfølger

#### Opvækst og uddannelse
Midt under borgerkrigen, den 1. april 1947, døde Kong Georg 2. Dermed besteg Konstantins far tronen som Kong Paul 1., og Konstantin selv blev kronprins i en alder af seks år. Han flyttede derefter med sin familie fra villaen i Psychiko til slottet Tatoi ved foden af Parnesbjergene i den nordlige del af halvøen Attika lidt nord for Athen. De første år af faderens regeringstid medførte ikke de store omvæltninger i prinsens daglige liv. Den lille dreng og hans søstre Sophie og Irene blev opdraget relativt enkelt, og kommunikation var i centrum for deres forældres pædagogik, som brugte al den tid, de kunne, med deres børn. Overvåget af en hær af britiske guvernanter og huslærere talte børnene engelsk i familien men talte også flydende græsk. Indtil han blev ni år, fortsatte Konstantin med at blive undervist sammen med sine søstre og andre kammerater fra Athens bedre borgerskab i villaen i Psychiko.
Efter den alder besluttede Kong Paul at begynde at forberede sin søn til tronen. Han startede derefter på Anávryta lyceet i Maroúsi nordøst for Athen, som også fulgte Kurt Hahns pædagogik. Han gik i skole der som kostelev i 1950'erne, mens hans søstre gik i skole i Salem i Tyskland. Fra 1955 modtog prinsen også militær træning, under ledelse af general Mikhaíl Arnaoútis, som senere blev hans adjudant og privatsekretær. Efter afsluttet skolegang aflagde Kronprins Konstantin tjeneste ved alle tre værn i det græske militær og uddannede sig ved de dertil hørende militærakademier. Han uddannede sig også ved NATO's Air Force Special Weapons School i Tyskland samt på Athens Universitet, hvor han fulgte kurser i jura.

#### Sejlsport og de olympiske lege
Konstantin var en dygtig sportsmand. I 1958 gav kong Paul sin søn en sejlbåd af klassen Lightning i julegave. Efterfølgende tilbragte kronprins Konstantin det meste af sin fritid med at træne med båden på den Saroniske Bugt. Efter et par måneder skænkede den græske flåde prinsen en Dragebåd, som han besluttede sig for at deltage med ved de De Olympiske Lege i 1960. Ved åbningen af legene i Rom var han 20 år gammel fanebærer for det græske hold. Han konkurrerede derefter i sejlsportskonkurrencerne på Napolibugten, hvor han som rorsmand på båden "Nireus" sammen med Odysseus Eskitzoglou og Georgios Zaimis vandt guldmedalje i sejlsportsdisciplinen Dragebåd. Det var et øjeblik af stor national stolthed for grækerne, især da kronprins Konstantin blot var den tredje atlet fra Grækenland, der vandt en guldmedalje, efter Spiridon Louis ved OL i 1896 og Konstantinos Tsiklitiras ved OL i 1912. Hans søster prinsesse Sofia repræsenterede ligeledes Grækenland i sejlads ved OL i 1960.
Konstantin sejlede VM i Soling  sammen med Paul Elvstrøm.[kilde mangler] Han var også en dygtig svømmer og havde sort bælte i karate. Derudover dyrkede han squash, atletik og ridning.
I 1963 blev Konstantin medlem af Den Internationale Olympiske Komité (IOC). Han trak sig i 1974, fordi han ikke længere var bosiddende i Grækenland, og blev efterfølgende udnævnt til æresmedlem af IOC.
Siden 1994 var han ærespræsident for det internationale sejlsportsforbund International Sailing Federation (ISAF) sammen med Kong Harald 5. af Norge. Han var desuden æresmedlem af International Soling Association (ISA) og præsident for International Dragon Association (IDA).

### Regeringstid

#### Tronbestigelse
I starten af 1964 forværredes Kong Pauls helbred hurtigt. Han fik konstateret mavekræft og blev i februar opereret for mavesår. Inden da var Kronprins Konstantin allerede den 20. februar blevet udnævnt til regent for sin syge far, indtil han blev rask igen. Men da kongens tilstand forværredes, tog Kronprins Konstantin til øen Tinos i Kykladerne for at hente en ikon, der af de ortodokse blev betragtet som værende i stand til at udvirke mirakler. Den hellige ikon var imidlertid ikke nok til at helbrede kongen, der døde cirka en uge senere, den 6. marts 1964. Ved faderens død kom den blot 23-årige Konstantin på tronen under navnet Konstantin 2., selvom nogle af hans tilhængere foretrak at kalde ham Konstantin 13. for at understrege kontinuiteten mellem det tidligere Byzantinske Rige og Kongeriget Grækenland. Den 23. marts 1964 aflagde han ed som græsk konge foran parlamentet og blev indsat som øverstkommanderende for de væbnede styrker med den højeste grad i hvert værn.
Den første store krise i Konstantins regeringstid brød ud i juli 1964, da Tyrkiet officielt truede med at invadere Cypern, hvor de voldelige sammenstød mellem græske og tyrkiske øboere havde taget til. Den græske regering meddelte derefter, at den havde til hensigt at gøre gengæld for at støtte sit eget samfund og samtidig gennemføre den såkaldte Enosis, øens tilknytning til Grækenland. Ærkebiskop Makarios 3., lederen af de græske cyprioter, henvendte sig imidlertid til østbloklandene for at få deres støtte mod den tyrkiske regering, hvad der fik afspændt situationen og midlertidigt forhindrede enhver udenlandsk invasion.

#### Et kongeligt bryllup
En af de første begivenheder i hans regeringstid var hans bryllup med Prinsesse Anne-Marie af Danmark, der var den yngste datter af Kong Frederik 9. og Dronning Ingrid af Danmark. Allerede i 1959 havde den 19-årige kronprins Konstantin for første gang mødt den 13-årige danske prinsesse, da han sammen med sine forældre besøgte København. I 1963 blev de forlovet. Kong Frederik den 9. afviste imidlertid at give sin datter kongebrev, så hun kunne blive gift på det tidspunkt, og de måtte vente til hun var fyldt 18 år. De blev gift den 18. september 1964 i Metropolis-katedralen i Athen, og prinsesse Anne-Marie blev dronning af Grækenland tre uger efter hun fyldte 18 år.

#### Apostasiaen i 1965
Kong Konstantins tronbestigelse fandt sted på et tidspunkt, hvor det græske samfund oplevede økonomisk og beskæftigelsesmæssig vækst, men også politiske kriser og voldelige sociale protester. På grund af Konstantins ungdom blev hans tronbestigelse også opfattet som et håb om forandring i et Grækenland, der stadig mærkede eftervirkningerne af den græske borgerkrig fra 1946 til 1949 mellem kommunister og konservative, og hvor samfundet var stærkt polariseret mellem det monarkistiske/konservative højre og det liberale/socialistiske venstre. Konstantins tronbestigelse faldt sammen med det nylige parlamentsvalg den 16. februar 1964, hvor midterpartiet Centrumsunionen fik 53% af stemmerne, og Georgios Papandreou blev premierminister og dermed afsluttede 11 års højrefløjsstyre fra den Nationale Radikale Union (ERE). Man håbede, at den nye unge konge og den nye premierminister ville være i stand til at overvinde tidligere tiders uoverensstemmelser.
Deres forhold var dog ikke længe om at blive problematisk. Den unge konge var kraftigt influeret af sin tyskfødte konservative mor, enkedronning Frederikke, som i realiteten tog magten fra sin uerfarne søn. Hendes intriger var medvirkende til militærkuppet i 1967. Selv efter Anden Verdenskrig, hvor Grækenland havde været under tysk besættelse, lagde Frederikke ikke skjul på sine ultranationalistiske sympatier, blandt andet ved at omgås gamle nazi-kollaboratører.
Kongens sammenstød med premierminister Georgios Papandreou forstærkede den destabilisering, der førte til et militærkup i 1967. Den politiske ustabilitet tog til allerede i 1965, hvor en alvorlig politiske konflikt udviklede sig mellem Kong Konstantin og premierminister Georgios Papandreou, den såkaldte Apostasia. På et møde med Papandreou, der fandt sted den 11. juli 1965 på Korfu, anmodede Konstantin om, at de, implicerede i ASPIDA-skandalen, hvor flere militære embedsmænd forsøgte at forhindre forsøg fra det yderste højreorienterede militær på at tage magten, blev bragt for en militærdomstol. Papandreou tilsluttede sig, men da han krævede også at overtage forsvarsministerstillingen for at rydde op i officerskorpset, nægtede kong Konstantin at gå med til det, da skandalen fejlagtigt implicerede premierministerens søn, Andreas Papandreou. Efter en offentlig udveksling af breve i en hård tone, præsenterede Georgios Papandreou sin afskedsbegæring til kongen den 15. juli 1965.

#### Militærjuntaen og Kongen
I strid med grundloven udnævnte Konstantin herefter tre på hinanden følgende premierministre uden at udskrive nyvalg. De to første regeringer ledet af Georgios Athanasiadis-Novas og Ilias Tsirimokos fik kort levetid, mens den tredje under Centrumsunionspolitikeren Stefanos Stefanopoulos sad noget længere, før den blev fældet af højrelederen Panagiotis Kanellopoulos og centrumslederen Papandreou. De krævede i efteråret 1966 nyvalg afholdt i foråret 1967, hvilket dog aldrig blev gennemført. I stedet planlagde generalstaben et militærkup sammen med kong Konstantin, men militæret var splittet mellem generalstaben og en gruppe oberster, der planlagde deres eget kup. Obersternes kup den 21. april 1967 kom således Konstantin og generalstaben i forkøbet. Kongen samarbejdede med det nye militærdiktaturet, men forberedte samtidig et modkup, som blev forsøgt gennemført den 14. december 1967. Dette kupforsøg mislykkedes og var så dårligt planlagt, at det lignede et forsøg på at "redde ansigt". Samme dag forlod han landet for ikke at vende tilbage som konge.

#### Konge i eksil
Kong Konstantin og Dronning Anne-Marie levede herefter i eksil i Rom i Italien gennem resten af militærdiktaturet. Konstantin vedblev formelt set at være statsoverhoved indtil 1. juni 1973, mens general Georgios Zoitakis fungerede som regent fra 13. december 1967 i stedet for kongen, som var i eksil. Zoitakis blev efterfulgt i denne funktion af diktator Georgios Papadopoulos den 21. marts 1972. Gennem hele diktaturet opretholdt Konstantin kontakt med juntaen, hvor han opretholdt direkte kommunikation med obersterne, og modtog fortsat sin apanage indtil 1973. Den 1. juni 1973 afskaffede militærjuntaen monarkiet og udråbte republikken. En folkeafstemning den 29. juli bekræftede afskaffelsen af monarkiet.
Tyrkiets invasion af Cypern i juli 1974 og de efterfølgende begivenheder førte til militærjuntaens fald. Efter tiltrædelsen af en civil regering i november 1974 blev der den 8. december 1974 afholdt en ny folkeafstemning om Grækenlands fremtidige styreform. Kongens støtte til militærdiktaturet, som bl.a. arresterede tusindvis af kommunister, venstreradikale og andre modstandere, var ikke glemt, da 69 procent af grækerne efter militærjuntaens fald ved folkeafstemningen i 1974 bekræftede afskaffelsen af monarkiet og etableringen af den tredje græske republik.[kilde mangler] Kong Konstantin, der havde protesteret mod gyldigheden af folkeafstemningen i 1973, accepterede herefter resultatet.

### Senere liv

#### Tronprætendent i eksil
Fra 1974 levede Konstantin og hans familie i eksil i London. Konstantin og hans familie fik frataget deres græske statsborgerskab med en lov af 1994. Loven medførte, at familiens ejendomme i Grækenland blev overtaget af den græske stat. Det er slottet Tatoi i Athen, sommerresidensen Mon Repos på Korfu og et skov- og bjergområde ved Polydendron i Midtgrækenland.
En årelang retssag om familiens tidligere besiddelser i Grækenland blev derefter indledt og sluttede 2002 med at Den Europæiske Menneskerettighedsdomstol i Strasbourg dømte den græske stat til at betale det tidligere kongepar og deres nærmeste familie ca. 100 millioner kroner i godtgørelse.

#### Tilbagevenden til Grækenland
I 2003 foretog Konstantin og Anne-Marie en uvarslet rejse til Grækenland, uden at det førte til en konflikt med den græske regering. Året efter vendte Konstantin, der var medlem af Den Internationale Olympiske Komité, midlertidigt tilbage til Grækenland under De Olympiske Lege i Athen. I 2013 flyttede Konstantin og Anne-Marie tilbage til Grækenland. Fra 2015 boede de i en villa i kystbyen Porto Cheli i Argolis på Peloponnes. I november 2015 blev hans selvbiografi i tre bind med titlen «Βασιλεύς Κωνσταντίνος» (dansk: «Kong Konstantinos») udgivet af den nationale avis To Vima.
I sine sidste år led Konstantin af alvorlige helbredsproblemer, herunder hjerte-kar-sygdomme og nedsat mobilitet. Den 8. januar 2022 blev han hospitalsindlagt efter at være blevet testet positivt for COVID-19, som han var blevet fuldt vaccineret mod. I 2022 flyttede kongeparret også til Athen, for at han kunne være tættere på hospitaler.
Konstantin døde 82 år gammel den 10. januar 2023 på et hospital i Athen efter et slagtilfælde. På trods af familiens ønske besluttede den græske regering, at den tidligere monark ikke skulle have en statsbegravelse. Hans bisættelse fandt sted den 16. januar 2023 i Metropolis-katedralen i Athen med deltagelse af kongelige fra hele Europa. Han blev begravet på den kongelige gravplads ved Tatoi, den græske kongefamilies gravsted ved slottet Tatoi nord for Athen, hvor en stor del af kongefamiliens medlemmer ligger begravet.

## Titler, prædikater og æresbevisninger

### Titler og prædikater

#### Fuld officiel titel som monark
Konstantins officielle titel i perioden som monark var:
- Hans Majestæt Konstantin 2., Hellenernes Konge[g][91]

#### Status i de senere år
Konstantin 2. betragtede sig vedblivende som græsk konge, men brugte ikke i daglige sammenhænge den gamle titel "Konstantin, hellenernes konge" ("Κωνσταντίνος, Βασιλεύς των Ελλήνων"), men derimod oftere "Kong Konstantin" ("βασιλιάς Κωνσταντίνος"). På det græske kongehus' hjemmeside fremgik dog den officielle titel som: Kong Konstantin, tidligere hellenernes konge. Den græske stat ville ikke udstede et pas, før han tog et efternavn (fx Glücksborg). Han havde et dansk diplomatpas som "Constantine de Grecia". Den øvrige familie har også danske diplomatpas.
Da Grækenland ikke er et monarki, er de græske kongelige titler ikke anerkendt der. Konstantin er senest gennem sit ægteskab med prinsesse Anne-Marie (datter af Danmarks Frederik 9.) forbundet med det danske kongehus, men er selv tipoldebarn af Kong Christian IX. Da hans oldefar, Prins Vilhelm af Danmark, i 1863 blev Kong Georg I af Grækenland, bevarede han - af hensyn til usikkerheden for et nyt græsk kongehus - og hans efterkommere titlerne som prinser og prinsesser af Danmark. Derfor bærer de græske kongelige stadig disse titler og dermed retten til et dansk pas. Efter 1974 har der internationalt været skiftende praksis for, hvorvidt man anvendte og anerkendte de hidtidige græske titler internationalt, eller hvorvidt man hældede til alene at betragte de danske titler som officielle.

### Dekorationer

#### Græske dekorationer
- Grækenland: Storkors af Frelserens Orden (Gr.Fr.1.)  (1940)

#### Udenlandske dekorationer
- Belgien: Storkors af Leopold II's Orden (B.L.II.1.) [93]
- Danmark: Ridder af Elefantordenen (R.E.)  (1962)[94]
- Danmark: Storkommandør af Dannebrogsordenen (S.Kmd.)  (1964)[94]
- Egypten: Storkordon af Nilordenen (Æ.N.1) [93]
- Frankrig: Storkors af Æreslegionen (F.ÆL.1.) [93]
- Italien: Storkors med kæde af Den Italienske Republiks Fortjenstorden (It.F.1*)  (1962)[93]
- Jordan: Storkordon af Renaissanceordenen (Jo.Re.1) [93]
- Luxembourg: Ridder af Det Nassauske Hus' Gyldne Løves Orden (Lu.N.g.L.) [93]
- Mexico: Kæde af Den Aztekiske Ørns Orden (Mex.A.A.1) [93]
- Monaco: Storofficer af Den Hellige Carls Orden (Mon.H.C.2) [93]
- Nederlandene: Storkors af Oranje Husordenen (Ne.O.H.1.) [93]
- Norge: Storkors med kæde af Sankt Olavs Orden (No.St.O.1*)  (1964)[95]
- Senegal: Storkors af Løveordenen (Se.O.L.1) [93]
- Spanien: Ridder af Den Gyldne Vlies (Sp.g.V.)  (1964)[96]
- Sverige: Ridder af Serafimerordenen (S.Sph.)  (1964)
- Thailand: Ridder af Maha Chakrkri Ordenen (Th.M.C.1)  (1964)[97]

Konstantin er også tildelt erindrings- og mindesmedaljer i anledning af Dronning Margrethe og Prins Henriks Sølvbryllup, Dronning Margrethe's 25 Års Regeringsjubilæum, Prins Henriks 75-års fødselsdag, Dronning Margrethe's 70-års fødselsdag og Kong Frederik IX's Fødsel samt Dronning Ingrids Mindemedaille.

## Genealogi

### Ægteskab og børn
Kong Konstantin 2. giftede sig den 18. september 1964 i Metropolis-katedralen i Athen med prinsesse Anne-Marie af Danmark.
De har børnene:
- Alexia født 10. juli 1965,
- Pavlos født 20. maj 1967,
- Nikolaos født 1. oktober 1969,
- Theodora født 9. juni 1983
- Philippos født 26. april 1986.

### Anetavle
|  |                                                                      |  |  |  |  |  |  |  |  |  |  |  |  |  |  |  |
|  | Christian 9. af Danmark                                              |  |  |  |  |  |  |  |  |  |  |  |  |  |  |  |
|  |                                                                      |  |  |  |  |  |  |  |  |  |  |  |  |  |  |  |
|  |                                                                      |  |  |  |  |  |  |  |  |  |  |  |  |  |  |  |
|  | Georg 1. af Grækenland                                               |  |  |  |  |  |  |  |  |  |  |  |  |  |  |  |
|  |                                                                      |  |  |  |  |  |  |  |  |  |  |  |  |  |  |  |
|  |                                                                      |  |  |  |  |  |  |  |  |  |  |  |  |  |  |  |
|  | Louise af Hessen-Kassel                                              |  |  |  |  |  |  |  |  |  |  |  |  |  |  |  |
|  |                                                                      |  |  |  |  |  |  |  |  |  |  |  |  |  |  |  |
|  |                                                                      |  |  |  |  |  |  |  |  |  |  |  |  |  |  |  |
|  | Konstantin 1. af Grækenland                                          |  |  |  |  |  |  |  |  |  |  |  |  |  |  |  |
|  |                                                                      |  |  |  |  |  |  |  |  |  |  |  |  |  |  |  |
|  |                                                                      |  |  |  |  |  |  |  |  |  |  |  |  |  |  |  |
|  | Konstantin Nikolajevitj af Rusland                                   |  |  |  |  |  |  |  |  |  |  |  |  |  |  |  |
|  |                                                                      |  |  |  |  |  |  |  |  |  |  |  |  |  |  |  |
|  |                                                                      |  |  |  |  |  |  |  |  |  |  |  |  |  |  |  |
|  | Olga Konstantinovna af Rusland                                       |  |  |  |  |  |  |  |  |  |  |  |  |  |  |  |
|  |                                                                      |  |  |  |  |  |  |  |  |  |  |  |  |  |  |  |
|  |                                                                      |  |  |  |  |  |  |  |  |  |  |  |  |  |  |  |
|  | Alexandra af Sachsen-Altenburg                                       |  |  |  |  |  |  |  |  |  |  |  |  |  |  |  |
|  |                                                                      |  |  |  |  |  |  |  |  |  |  |  |  |  |  |  |
|  |                                                                      |  |  |  |  |  |  |  |  |  |  |  |  |  |  |  |
|  | Paul 1. af Grækenland                                                |  |  |  |  |  |  |  |  |  |  |  |  |  |  |  |
|  |                                                                      |  |  |  |  |  |  |  |  |  |  |  |  |  |  |  |
|  |                                                                      |  |  |  |  |  |  |  |  |  |  |  |  |  |  |  |
|  | Wilhelm 1. af Tyskland                                               |  |  |  |  |  |  |  |  |  |  |  |  |  |  |  |
|  |                                                                      |  |  |  |  |  |  |  |  |  |  |  |  |  |  |  |
|  |                                                                      |  |  |  |  |  |  |  |  |  |  |  |  |  |  |  |
|  | Frederik 3. af Tyskland                                              |  |  |  |  |  |  |  |  |  |  |  |  |  |  |  |
|  |                                                                      |  |  |  |  |  |  |  |  |  |  |  |  |  |  |  |
|  |                                                                      |  |  |  |  |  |  |  |  |  |  |  |  |  |  |  |
|  | Augusta af Sachsen-Weimar-Eisenach                                   |  |  |  |  |  |  |  |  |  |  |  |  |  |  |  |
|  |                                                                      |  |  |  |  |  |  |  |  |  |  |  |  |  |  |  |
|  |                                                                      |  |  |  |  |  |  |  |  |  |  |  |  |  |  |  |
|  | Sophie af Preussen                                                   |  |  |  |  |  |  |  |  |  |  |  |  |  |  |  |
|  |                                                                      |  |  |  |  |  |  |  |  |  |  |  |  |  |  |  |
|  |                                                                      |  |  |  |  |  |  |  |  |  |  |  |  |  |  |  |
|  | Albert af Sachsen-Coburg og Gotha                                    |  |  |  |  |  |  |  |  |  |  |  |  |  |  |  |
|  |                                                                      |  |  |  |  |  |  |  |  |  |  |  |  |  |  |  |
|  |                                                                      |  |  |  |  |  |  |  |  |  |  |  |  |  |  |  |
|  | Victoria af Storbritannien                                           |  |  |  |  |  |  |  |  |  |  |  |  |  |  |  |
|  |                                                                      |  |  |  |  |  |  |  |  |  |  |  |  |  |  |  |
|  |                                                                      |  |  |  |  |  |  |  |  |  |  |  |  |  |  |  |
|  | Victoria af Storbritannien                                           |  |  |  |  |  |  |  |  |  |  |  |  |  |  |  |
|  |                                                                      |  |  |  |  |  |  |  |  |  |  |  |  |  |  |  |
|  |                                                                      |  |  |  |  |  |  |  |  |  |  |  |  |  |  |  |
|  | Konstantin 2. af Grækenland                                          |  |  |  |  |  |  |  |  |  |  |  |  |  |  |  |
|  |                                                                      |  |  |  |  |  |  |  |  |  |  |  |  |  |  |  |
|  |                                                                      |  |  |  |  |  |  |  |  |  |  |  |  |  |  |  |
|  | Georg 5. af Hannover                                                 |  |  |  |  |  |  |  |  |  |  |  |  |  |  |  |
|  |                                                                      |  |  |  |  |  |  |  |  |  |  |  |  |  |  |  |
|  |                                                                      |  |  |  |  |  |  |  |  |  |  |  |  |  |  |  |
|  | Ernst August af Hannover                                             |  |  |  |  |  |  |  |  |  |  |  |  |  |  |  |
|  |                                                                      |  |  |  |  |  |  |  |  |  |  |  |  |  |  |  |
|  |                                                                      |  |  |  |  |  |  |  |  |  |  |  |  |  |  |  |
|  | Marie af Sachsen-Altenburg                                           |  |  |  |  |  |  |  |  |  |  |  |  |  |  |  |
|  |                                                                      |  |  |  |  |  |  |  |  |  |  |  |  |  |  |  |
|  |                                                                      |  |  |  |  |  |  |  |  |  |  |  |  |  |  |  |
|  | Ernst August af Braunschweig                                         |  |  |  |  |  |  |  |  |  |  |  |  |  |  |  |
|  |                                                                      |  |  |  |  |  |  |  |  |  |  |  |  |  |  |  |
|  |                                                                      |  |  |  |  |  |  |  |  |  |  |  |  |  |  |  |
|  | Christian 9. af Danmark                                              |  |  |  |  |  |  |  |  |  |  |  |  |  |  |  |
|  |                                                                      |  |  |  |  |  |  |  |  |  |  |  |  |  |  |  |
|  |                                                                      |  |  |  |  |  |  |  |  |  |  |  |  |  |  |  |
|  | Thyra af Danmark                                                     |  |  |  |  |  |  |  |  |  |  |  |  |  |  |  |
|  |                                                                      |  |  |  |  |  |  |  |  |  |  |  |  |  |  |  |
|  |                                                                      |  |  |  |  |  |  |  |  |  |  |  |  |  |  |  |
|  | Louise af Hessen-Kassel                                              |  |  |  |  |  |  |  |  |  |  |  |  |  |  |  |
|  |                                                                      |  |  |  |  |  |  |  |  |  |  |  |  |  |  |  |
|  |                                                                      |  |  |  |  |  |  |  |  |  |  |  |  |  |  |  |
|  | Frederikke af Hannover                                               |  |  |  |  |  |  |  |  |  |  |  |  |  |  |  |
|  |                                                                      |  |  |  |  |  |  |  |  |  |  |  |  |  |  |  |
|  |                                                                      |  |  |  |  |  |  |  |  |  |  |  |  |  |  |  |
|  | Frederik 3. af Tyskland                                              |  |  |  |  |  |  |  |  |  |  |  |  |  |  |  |
|  |                                                                      |  |  |  |  |  |  |  |  |  |  |  |  |  |  |  |
|  |                                                                      |  |  |  |  |  |  |  |  |  |  |  |  |  |  |  |
|  | Wilhelm 2. af Tyskland                                               |  |  |  |  |  |  |  |  |  |  |  |  |  |  |  |
|  |                                                                      |  |  |  |  |  |  |  |  |  |  |  |  |  |  |  |
|  |                                                                      |  |  |  |  |  |  |  |  |  |  |  |  |  |  |  |
|  | Victoria af Storbritannien                                           |  |  |  |  |  |  |  |  |  |  |  |  |  |  |  |
|  |                                                                      |  |  |  |  |  |  |  |  |  |  |  |  |  |  |  |
|  |                                                                      |  |  |  |  |  |  |  |  |  |  |  |  |  |  |  |
|  | Viktoria Luise af Preussen                                           |  |  |  |  |  |  |  |  |  |  |  |  |  |  |  |
|  |                                                                      |  |  |  |  |  |  |  |  |  |  |  |  |  |  |  |
|  |                                                                      |  |  |  |  |  |  |  |  |  |  |  |  |  |  |  |
|  | Frederik Christian August af Slesvig-Holsten-Sønderborg-Augustenborg |  |  |  |  |  |  |  |  |  |  |  |  |  |  |  |
|  |                                                                      |  |  |  |  |  |  |  |  |  |  |  |  |  |  |  |
|  |                                                                      |  |  |  |  |  |  |  |  |  |  |  |  |  |  |  |
|  | Augusta Viktoria af Slesvig-Holsten-Sønderborg-Augustenborg          |  |  |  |  |  |  |  |  |  |  |  |  |  |  |  |
|  |                                                                      |  |  |  |  |  |  |  |  |  |  |  |  |  |  |  |
|  |                                                                      |  |  |  |  |  |  |  |  |  |  |  |  |  |  |  |
|  | Adelheid af Hohenlohe-Langenburg                                     |  |  |  |  |  |  |  |  |  |  |  |  |  |  |  |
|  |                                                                      |  |  |  |  |  |  |  |  |  |  |  |  |  |  |  |
|  |                                                                      |  |  |  |  |  |  |  |  |  |  |  |  |  |  |  |